# Mezinárodní zemědělský salon

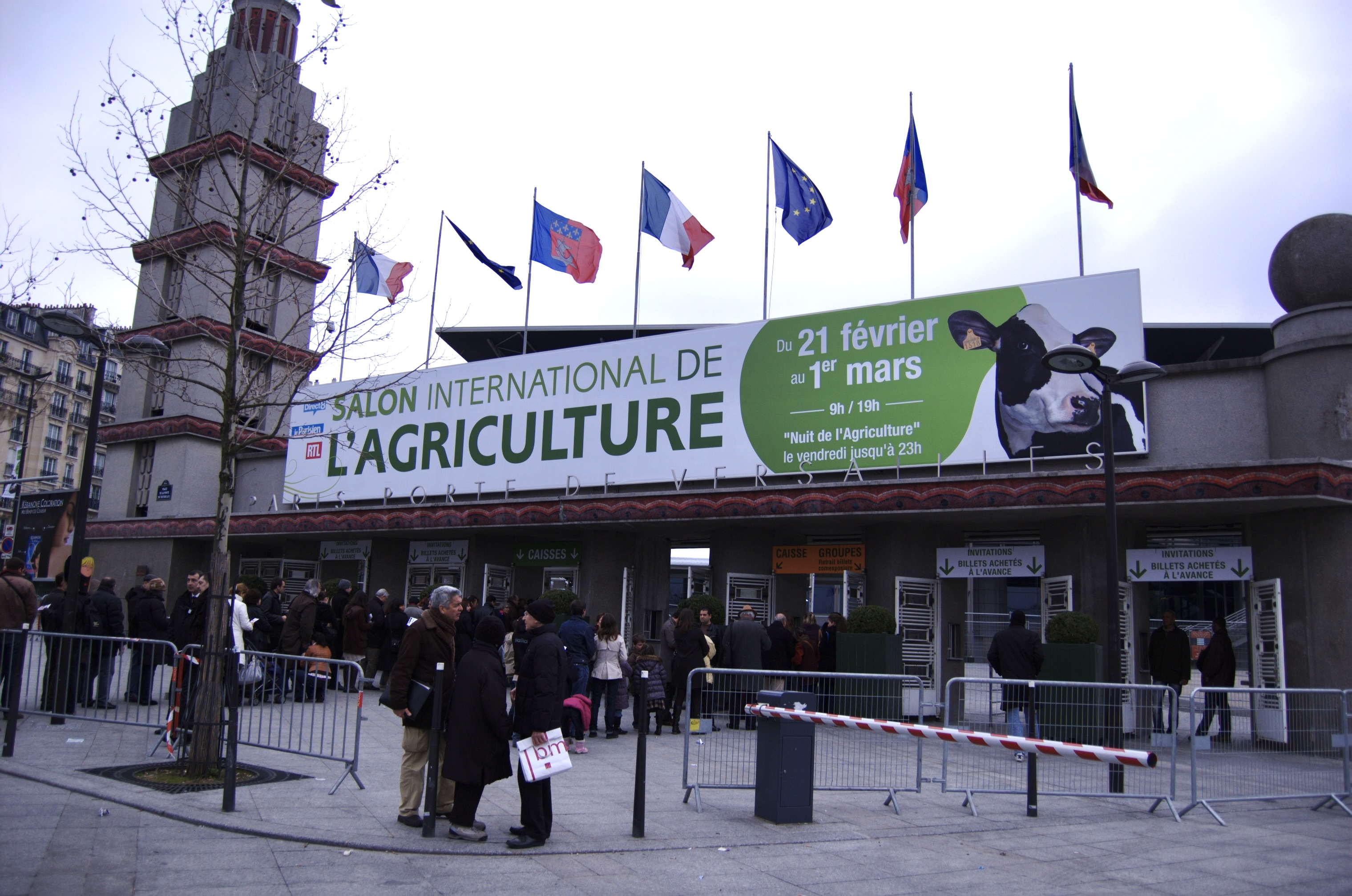
Vstup na veletrh (2009)

Mezinárodní zemědělský salon (francouzsky Salon international de l'agriculture) je veletrh, který se koná každoročně v Paříži na Výstavišti Porte de Versailles obvykle v prvním březnovém týdnu. Jedná se o nejvýznamnější zemědělskou výstavu ve Francii. Je zaměřená především na veřejnost. Každé dva roky se souběžně s ní koná na výstavišti Paris-Nord ve Villepinte Mezinárodní salón zemědělské techniky (Salon international du machinisme agricole) zaměřený na odbornou veřejnost z oblasti zemědělských strojů a ustájení zemědělských zvířat.

## Historie
První výstava se konala v roce 1964. Tento veletrh navázal na Všeobecnou zemědělskou soutěž (Concours général agricole) založenou v roce 1870, a která se vyhlašuje dodnes v rámci veletrhu.

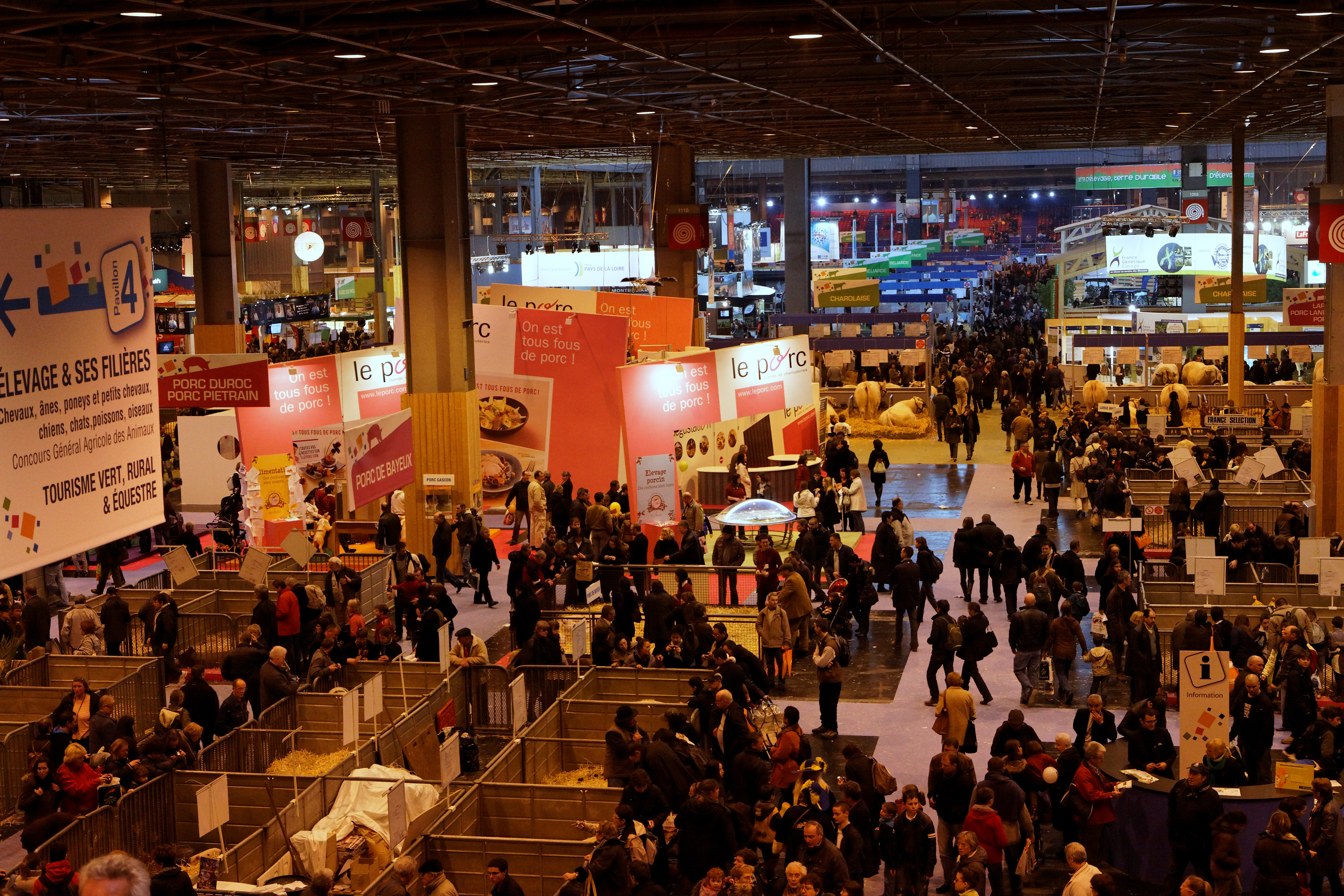
Pohled do výstavní haly (2011)

V roce 2006 se výstava konala bez přítomnosti drůbeže kvůli nákaze ptačí chřipky.
V roce 2007 se výstavní plocha rozšířila na 138 000 m2 s 1120 vystavovateli a 3800 zvířaty. Mezi 80 zahraničními zeměmi byly poprvé Rusko, Japonsko a Sýrie.
V roce 2008 navštívilo výstavu 608 372 návštěvníků a 1017 vystavovatelů, z čehož bylo 200 ze zahraničí.